# كليو (رسامة)
كليو (بالفرنسية: Cleo)‏ هي رسامة فرنسية، ولدت في 1943، وتوفيت في 2007.